# 埃兰库尔-圣玛格丽特
埃兰库尔-圣玛格丽特（法語：Élincourt-Sainte-Marguerite，法語發音：[elɛ̃kuʁ sɛ̃t maʁɡərit]）是法国瓦兹省的一个市镇，位于该省东北部，属于贡比涅区。

## 地理
埃兰库尔-圣玛格丽特（49°31'32"N, 2°49'5"E）面积10.98 平方千米，位于法国上法蘭西大區瓦兹省，该省份为法国北部内陆省份，北起索姆省，西接厄尔省和滨海塞纳省，南至塞纳-马恩省和瓦兹河谷省，东临埃纳省。
与埃兰库尔-圣玛格丽特接壤的市镇（或旧市镇、城区）包括：卡内克唐库尔、舍万库尔、马河畔马雷、马勒伊拉莫特、马河畔马尔尼、蒂耶斯库尔、旺代利库尔。

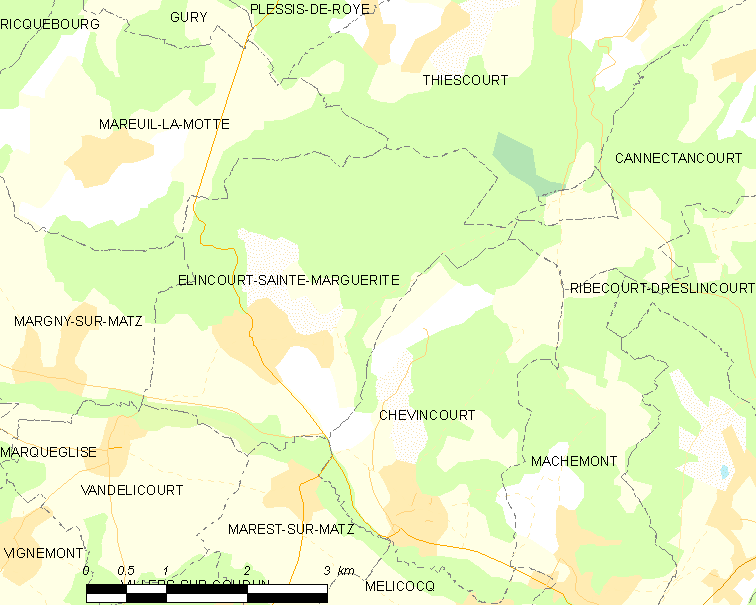
埃兰库尔-圣玛格丽特的OSM定位图

埃兰库尔-圣玛格丽特的时区为UTC+01:00、UTC+02:00（夏令时）。

## 行政
埃兰库尔-圣玛格丽特的邮政编码为60157，INSEE市镇编码为60206。

## 政治
埃兰库尔-圣玛格丽特所属的省级选区为图罗特县。

## 人口

1962-2008年间埃兰库尔-圣玛格丽特人口变化图示

埃兰库尔-圣玛格丽特于2022年1月1日时的人口数量为918人。